# Beringen (Suiza)
Beringen es una comuna suiza del cantón de Schaffhausen, situada en la riviera superior del Rin. Limita al noroeste con la comuna de Siblingen, al noreste y este con Schaffhausen, al sur con Neuhausen am Rheinfall, y al oeste con Guntmadingen y Löhningen.